# Amtsgericht Neunburg vorm Wald
Das Amtsgericht Neunburg vorm Wald war ein von 1879 bis 1973 bestehendes bayerisches Gericht der ordentlichen Gerichtsbarkeit mit Sitz in Neunburg vorm Wald.

## Geschichte
Anlässlich der Einführung des Gerichtsverfassungsgesetzes am 1. Oktober 1879 errichtete man in Neunburg vorm Wald ein Amtsgericht mit dem gleichen Sprengel wie dem des vorherigen Landgerichts Neunburg vorm Wald, bestehend aus den Orten Alletsried, Altenschwand, Bach, Berg, Boden, Bodenwöhr (bis 1921 Neuenschwand), Dautersdorf, Demeldorf, Dieterskirchen, Egelsried, Eixendorf, Erzhäuser, Fuhrn, Großenzenried, Haag bei Schwarzhofen, Hansenried, Hillstett, Katzdorf, Kemnath bei Fuhrn, Kleinwinklarn, Kröblitz, Kulz, Lengfeld, Meißenberg, Mitteraschau, Neukirchen-Balbini, Neunburg vorm Wald, Penting, Pillmersried, Prackendorf, Rauberweiherhaus, Schwarzeneck, Schwarzhofen, Seebarn, Sonnenried, Taxöldern, Thann, Thanstein, Uckersdorf, Unterauerbach, Weislitz und Zangenstein. Übergeordnete Instanzen waren das Landgericht Amberg und das Oberlandesgericht Nürnberg.
Mit Inkrafttreten des Gesetzes über die Organisation der ordentlichen Gerichte im Freistaat Bayern (GerOrgG) am 1. Juli 1973 wurde das Amtsgericht Neunburg vorm Wald aufgehoben und dessen Bezirk mit Ausnahme der – als Teil des neuen Landkreises Cham – dem Amtsgericht Cham zugelegten Ortschaften Großenzenried, Hillstett und Pillmersried dem Amtsgericht Schwandorf zugeteilt.
Das  Amtsgericht hatte seinen Sitz im Schloss Neunburg vorm Wald.